# Канадска речна видра
Канадска речна видра или северна речна видра (лат. Lontra canadensis) је врста сисара из реда звери и потпородице видри породице куна (Mustelidae). 

## Распрострањење
Врста је присутна у већем делу Канаде и у Сједињеним Америчким Државама на обали Атлантског океана, Мексичког залива, у области Великих језера, у шумовитим областима на северозападу САД, у већем делу Аљаске и у великом броју река у унутрашњости САД.

## Станиште
Станишта ове врсте су копнена, морска и слатководна подручја. Канадска речна видра прави јазбине у близини обала река, језера, мочвара, окена или делте реке. Јазбина по правилу имаја више тунела, од којих бар један води до воде. У овим јазбинама женке рађају младунце, а у леглу обично буде од једног до шест младунаца.

## Угроженост
Ова врста није угрожена, и наведено је да постоји мали ризик од изумирања, јер има широко распрострањење.

### Популациони тренд
Популација ове врсте је стабилна, судећи по доступним подацима.